# Garra paralissorhynchus
Garra paralissorhynchus és una espècie de peix cipriniforme de la família dels ciprínids que es troba a Manipur (Índia, Àsia).